# جان مارشال
 جان جیمز مارشال (انگلیسی: John James Marshall؛ ۲۴ سپتامبر ۱۷۵۵ – ۶ ژوئیهٔ ۱۸۳۵) یک سیاست‌مدار اهل ایالات متحده آمریکا بود.